# Lucius Caecilius Optatus
Lucius Caecilius Optatus war ein im 3. Jahrhundert n. Chr. lebender Angehöriger des römischen Ritterstandes (Eques).
Durch drei Inschriften, die beim Kastell Bremenium gefunden wurden, ist belegt, dass Optatus 213 Tribun der Cohors I Fida Vardullorum war, die zu diesem Zeitpunkt in der Provinz Britannia stationiert war.